# Pretpakket
Een pretpakket is een pejoratieve benaming voor een vakkenpakket op de middelbare school dat vaak weinig exacte vakken bevat.
Een pretpakket werd voornamelijk door mensen gekozen die de nadruk legden op de talen en andere niet-exacte vakken, zoals geschiedenis en aardrijkskunde. Gezien het feit dat iemand met een pretpakket minder, voornamelijk technische, vervolgstudies kon kiezen, heeft de overheid geprobeerd het pretpakket te ontmoedigen. Dit werd onder andere gedaan door verplichte vakken en profielen. Later kwam het profiel 'Cultuur & Maatschappij' bekend te staan als een pretpakket, hoewel hier wel wiskunde in voorkomt op het vwo.